# يوم البالون الأبيض
يوم البالون الأبيض هو رمز الدعم للناجين من الاعتداء الجنسي على الأطفال. بدأت لأول مرة بعد اجتماع عام في بلجيكا في أكتوبر 1996 ،عندما اجتمع 300,000 شخص يحملون بالونات بيضاء لإظهار تعاطف الجمهور ودعم والدي الفتيات اللاتي تعرضن لاعتداء جنسي على يد شخص تم إدانته من قبل وأًطلق سراحه بعد ذلك. يقام يوم البالون الأبيض سنويًا وأيضًا خلال الأسبوع الوطني لحماية الطفل في أستراليا. وهدفه هو زيادة الوعي بالاعتداء الجنسي على الأطفال داخل المجتمع. تاريخ الاحتفال هو 7 سبتمبر2018.